# Anna-Karin Johansson
Anna-Karin Johansson, född 1962 i Göteborg, var generalsekreterare för Svenska Unescorådet fram till april 2024. Mellan 2018 och 2020 var hon generalsekreterare för RFSU.
Johansson har tidigare jobbat bland annat som journalist (Karlskoga Kuriren, Amnesty Press, Dagens Nyheter), varit avdelningschef och tillförordnad överintendent på Forum för levande historia, politisk sakkunnig på Regeringskansliet, enhetschef på SIDA och Sida och chef för utvecklingsenheten på Diskrimineringsombudsmannen. Mellan mars 2013 och maj 2017 var hon generalsekreterare för biståndsorganisationen Svenska Afghanistankommittén.
Anna-Karin Johansson är utbildad journalist vid Stockholms Universitet och har även studerat utvecklingsstudier i Uppsala och pedagogik i Stockholm.  
År 2012 gav Anna-Karin Johansson ut boken Astrid Lindgren i Stockholm. Hon är även medförfattare till boken Att störa homogenitet (2013). Som projektledare för projektet Levande historia var hon ansvarig redaktör för boken Om detta må ni berätta, en av Sveriges mest spridda böcker.